# Chrysis clarinicolis
Chrysis clarinicolis es una especie de avispa del género Chrysis, familia Chrysididae. Fue descrita por Linsenmaier en 1951.
Se encuentra en Albania, Alemania, Austria, Bulgaria, España, Estonia, Francia, Grecia, Italia, Países Bajos, Polonia, Reino Unido, Suiza y Ucrania.